# Zoo Schwerin
Koordinaten: 53° 36′ 18″ N, 11° 26′ 35″ O
Der Zoologische Garten Schwerin ist ein mittelgroßer, ganzjährig geöffneter Zoo im Süden der Landeshauptstadt Schwerin. Der Tierpark erstreckt sich zwischen dem Südufer des Schweriner Sees, dem Faulen See und dem Wohngebiet Großer Dreesch und umfasst eine Fläche von etwa 25 Hektar. Er wird in der Unternehmensform einer gGmbH geführt.
Zuletzt haben den Zoo mehr als 200.000 Menschen im Jahr besucht.

## Geschichte
Die Eröffnung des Heimattiergeheges war am 24. April 1956 – damals mit nur 17 Tieren und einem Pfleger. Der Tiergarten wurde im Laufe der Jahrzehnte vergrößert und der Park gehört heute mit seinen naturbelassenen Tieranlagen und einem repräsentativen Tierbestand zu den bedeutenderen Zoos in Deutschland.
2005 wurde am Eingang des Zoos die neue Afrika-Anlage für Rothschildgiraffen, Chapman-Zebras und Erdmännchen eingeweiht. Des Weiteren entstand 2011 durch eine große Spendenaktion im Zoo Schwerin ein weitläufiges über 2 Hektar großes Nashorngehege. Das im Oktober 2011 eröffnete Humboldthaus ist ein begehbares Warmhaus mit mittel- und südamerikanischen Pflanzen- und Tierarten, wie dem Zweifingerfaultier, dem Großen Ameisenbären, Boaschlangen und tropischen Fischen. Anfang 2014 ist in der Außenanlage der Halsbandpekaris und Nasenbären ein Baumhaus entstanden, das Besuchern ab Frühjahr des Jahres Übernachtungsmöglichkeiten bietet. Im Frühjahr 2021 wurde ein sogenanntes Rote Liste Zentrum eröffnet, das unter anderem ein Rudel mit vier Asiatischen Löwen beherbergt. Geplant wurde dieser Gehegekomplex von der dan pearlman Markenarchitektur Gesellschaft.

## Tierbestand
Im Zoo Schwerin leben mehr als 2100 Tiere in 144 Arten. Für Asiatische Löwen, Breitmaulnashörner, Amurtiger und Giraffen und weitere 11 Tierarten beteiligt sich der Zoo am europäischen Erhaltungszuchtprogramm.

## Zooschule
Auf dem Gelände gibt es eine Zoo-Schule, in der Unterricht in naturwissenschaftlichen Fächern sowie in Kunst, Englisch und zoologischen Themen für Schüler aller Klassenstufen angeboten wird.

## Bildergalerie

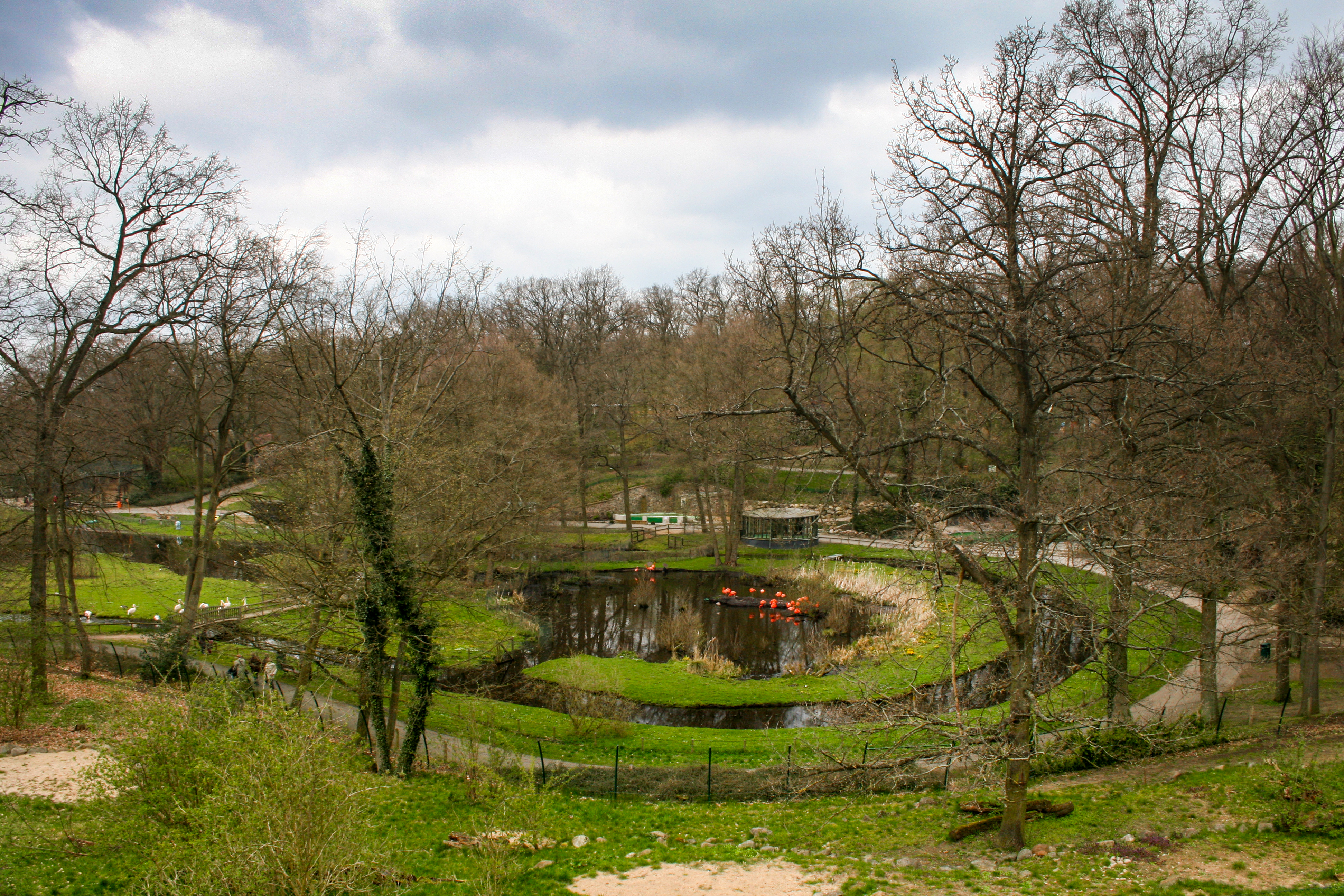
Vogelwiese und Teiche in der Mitte des Zoos
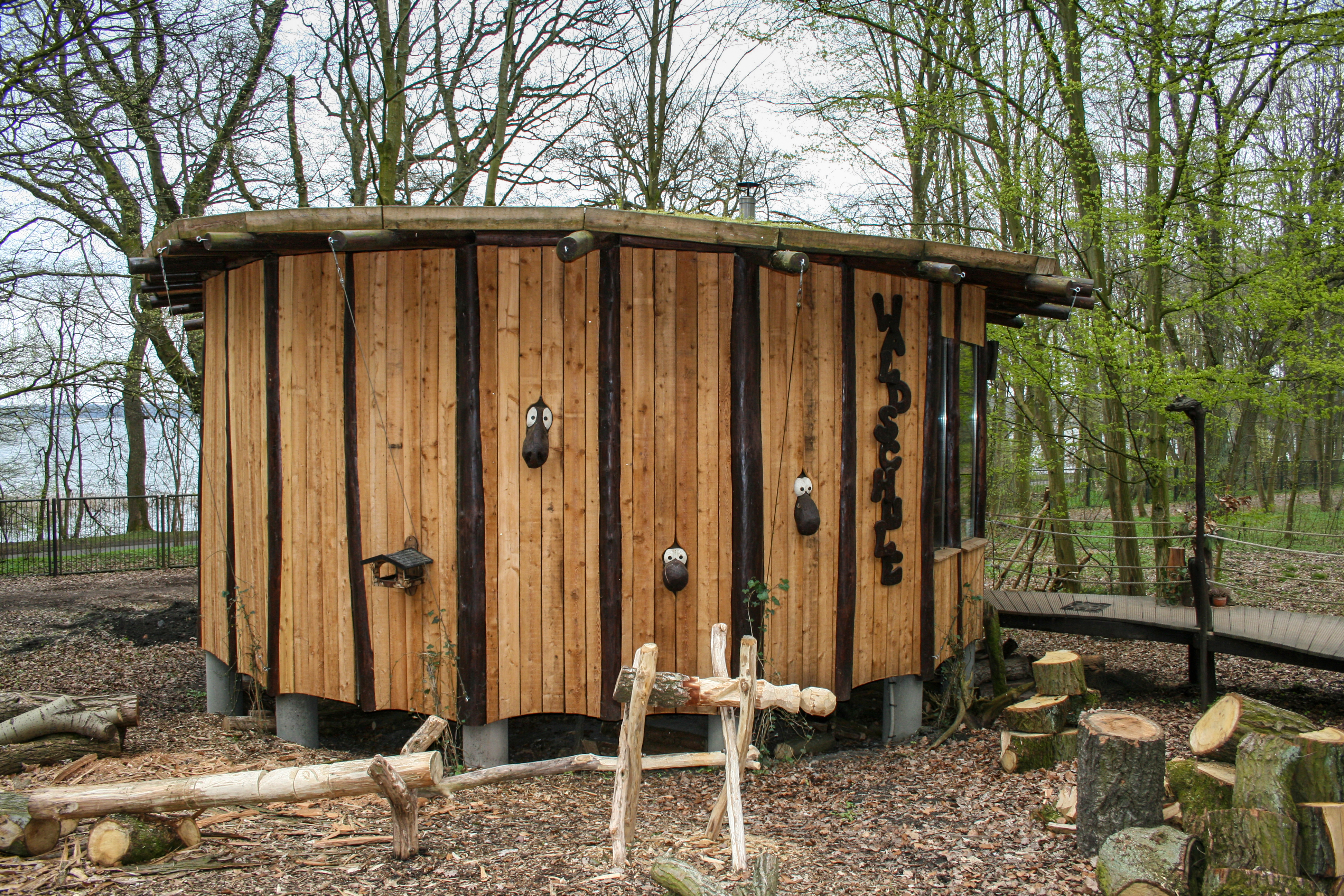
Die Waldschule des Zoos
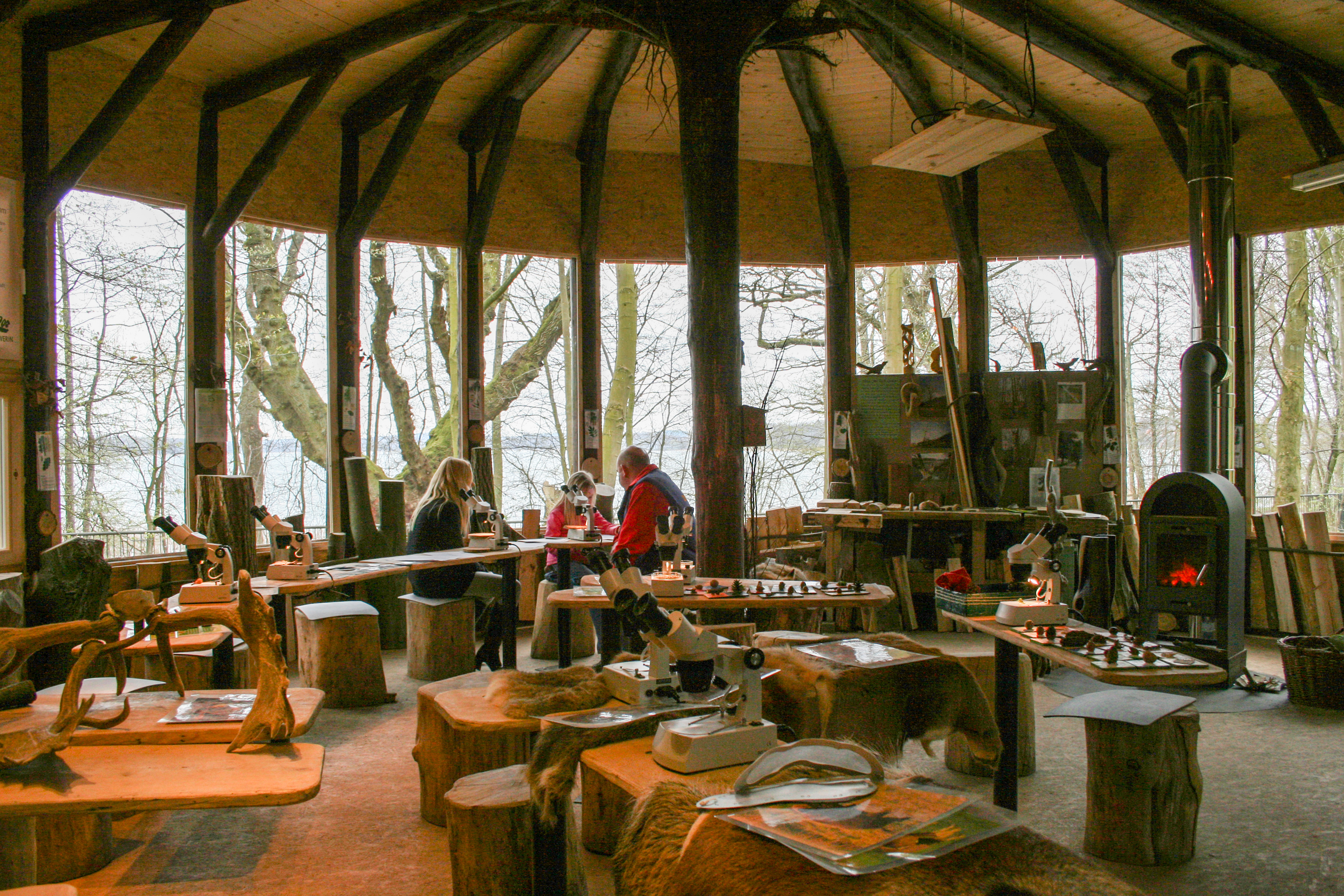
Der Innenraum der Waldschule
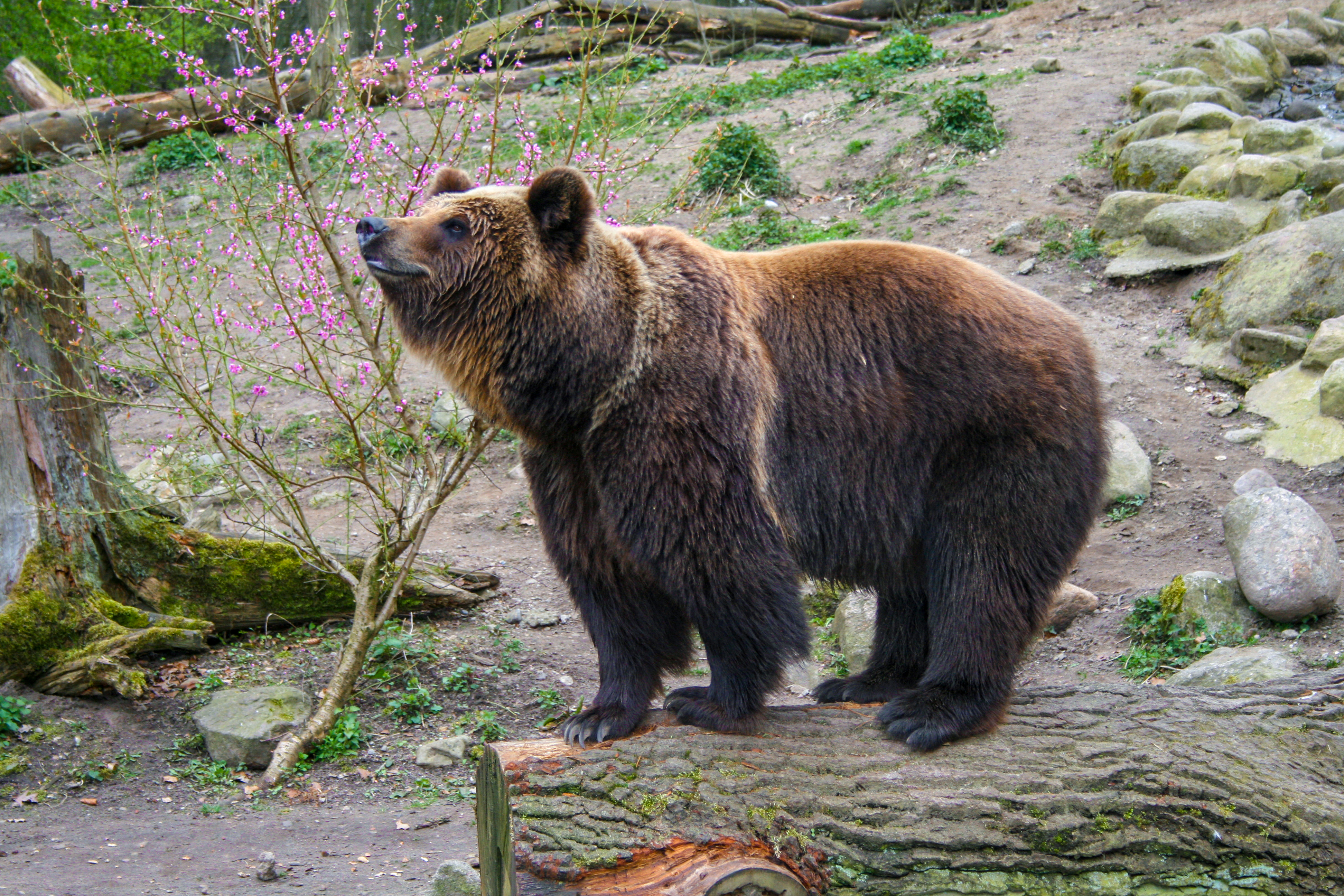
Braunbär in seiner Anlage
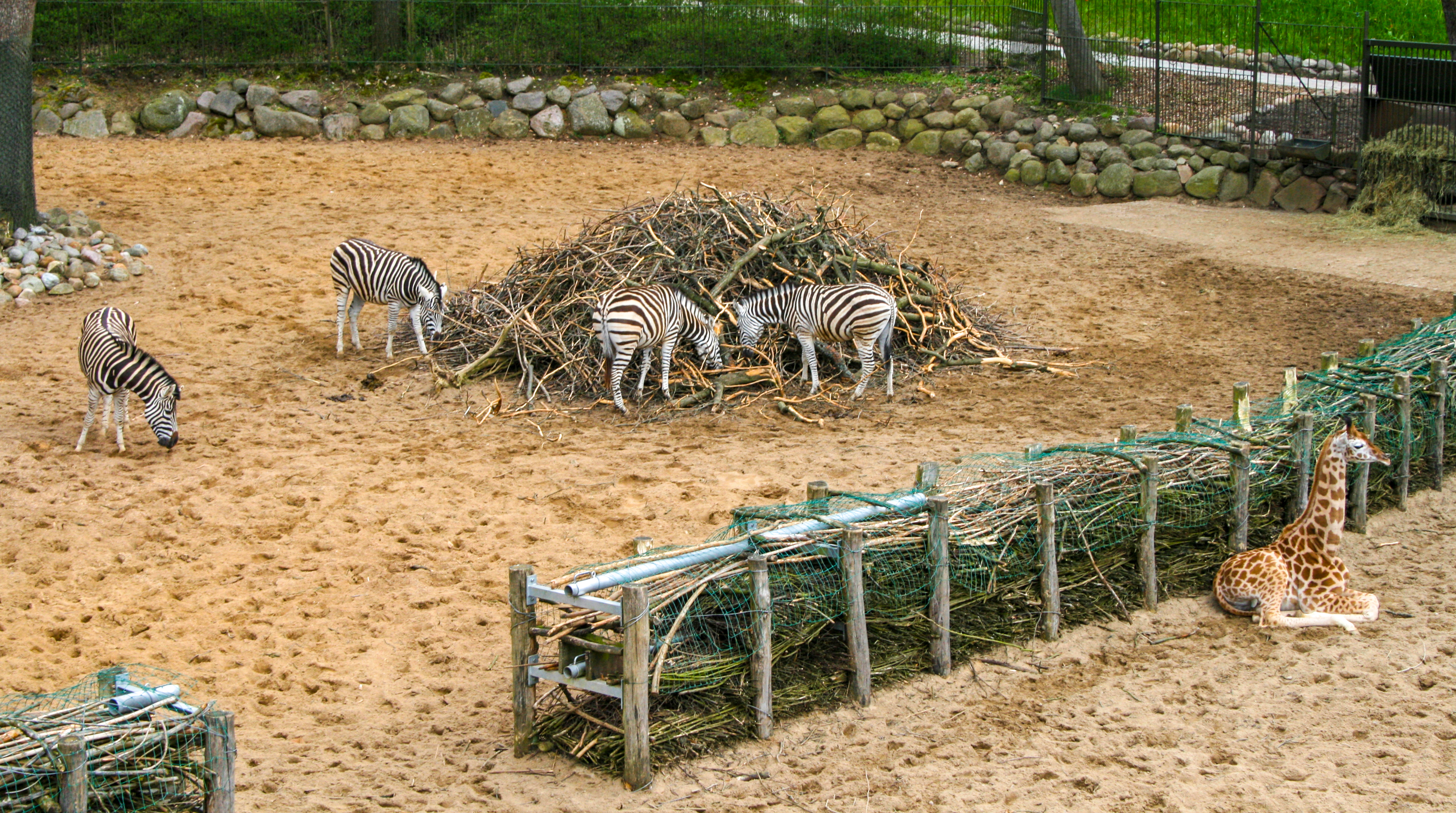
Chapman-Zebra und Rothschildgiraffe
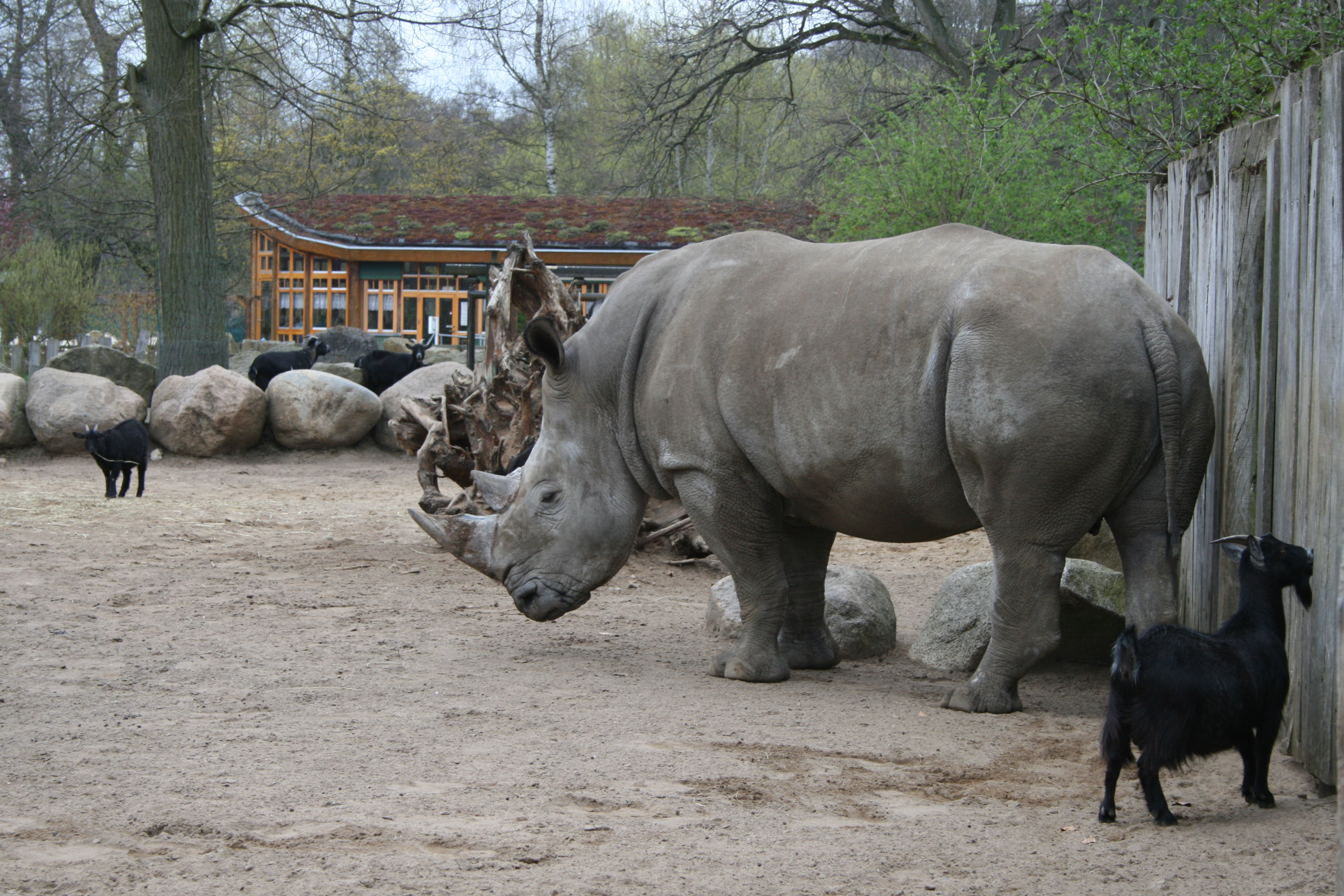
Breitmaulnashorn und Zwergziege
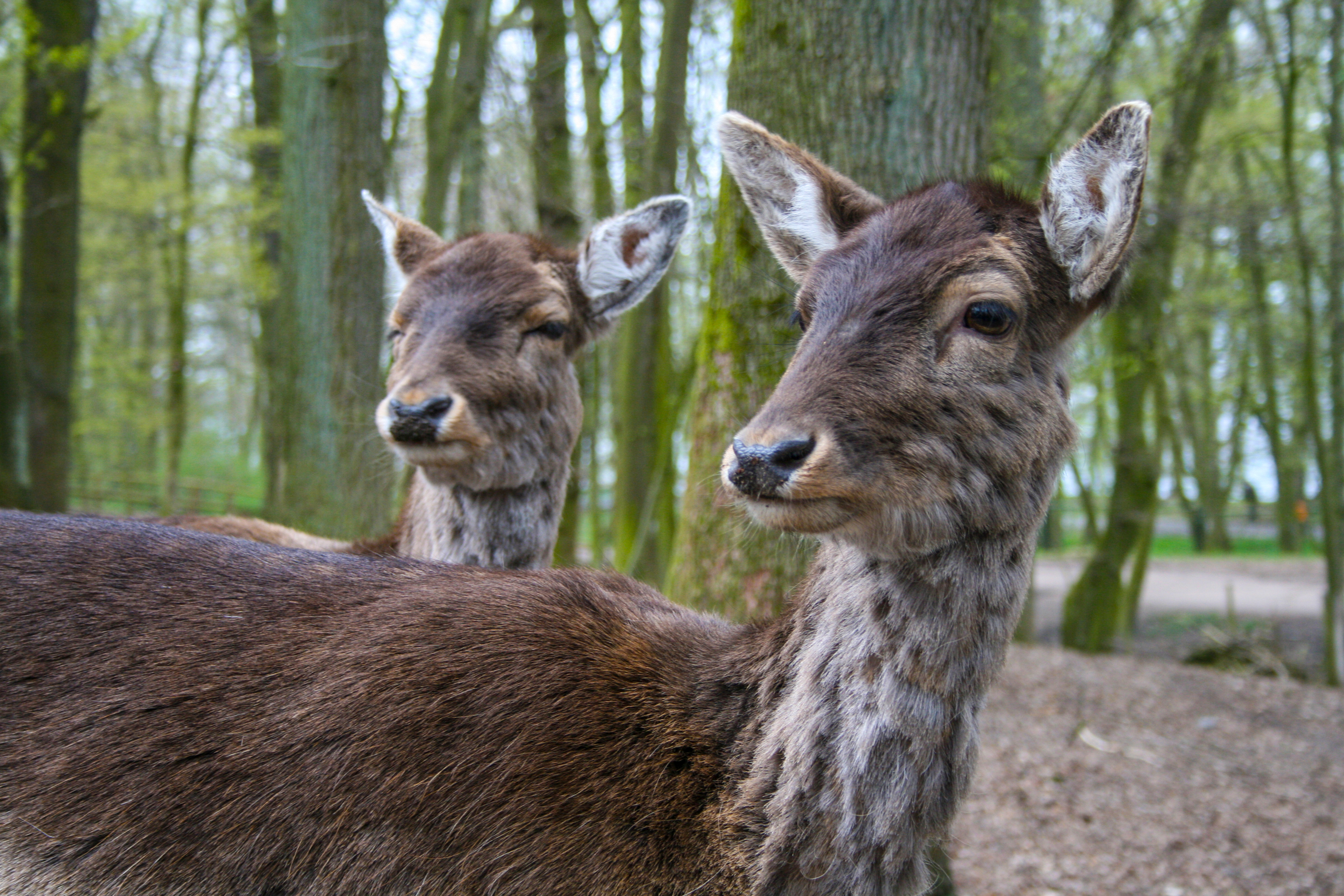
Begehbares Damwildgehege